# Nadeeka Lakmali
Nadeeka Lakmali Bambarenda Liyanage (née le 18 septembre 1981) est une athlète srilankaise, spécialiste du lancer du javelot.

## Palmarès
| Date | Compétition              | Lieu      | Résultat | Marque  |
| ---- | ------------------------ | --------- | -------- | ------- |
| 2007 | Championnats d'Asie      | Amman     | 3e       | 52,59 m |
| 2013 | Championnats d'Asie      | Pune      | 2e       | 60,16 m |
| 2013 | Championnats du monde    | Moscou    | 11e      | 58,16 m |
| 2015 | Jeux mondiaux militaires | Mungyeong | 3e       | 55,79 m |

### Records
| Épreuve           | Performance | Lieu    | Date            |
| ----------------- | ----------- | ------- | --------------- |
| Lancer du javelot | 60,64 m     | Colombo | 17 juillet 2013 |